# Llums de teatre
Llums de teatre  (títol original en anglès: There's No Business Like Show Business) és una pel·lícula musical estatunidenca de Walter Lang, estrenada el 1954. Ha estat doblada al català.

## Argument[2]
Els «cinc Donahue», format per Molly, Terence Donahue i els seus tres fills, són estrelles de music-hall. L'arribada de Vicky, una cantant de cabaret de la qual Tim s'enamora, amenaça la cohesió del grup. Després d'haver intentat excloure-la, els pares decideixen integrar Vicky al nou espectacle que preparen.

## Repartiment
- Marilyn Monroe: Vicky
- Ethel Merman: Molly Donahue
- Dan Dailey: Terence Donahue
- Donald O'Connor: Tim Donahue
- Johnnie Ray: Steve Donahue
- Mitzi Gaynor: Kathy Donahue
- Rhys Williams: El pare Dineen
- Richard Eastham: Lew Harris
- Hugh O'Brian: Charles Biggs
- Frank McHugh: Eddie Dugan
- Lee Patrick: Marge
- Robin Raymond: Lillian Sawyer
- Eve Miller
- Dorothy Adams (no surt als crèdits): Infermera

## Premis i nominacions

### Nominacions
- 1954: Oscar al millor guió adaptat per Lamar Trotti
- 1954: Oscar a la millor banda sonora per Alfred Newman i Lionel Newman
- 1954: Oscar al millor vestuari per Charles Le Maire, Travilla i Miles White